# Програма післядипломних обмінів ім. Едмунда Маскі
Програма післядипломних обмінів ім. Едмунда Маскі є стипендіальною програмою Бюро освітніх та культурних справ (англ. ECA) Державного департаменту США. Вона надає фінансову підтримку для навчання в США громадянам колишнього Радянського Союзу, які мають закінчену вищу освіту і відповідають певним критеріям фінансування.
Програма започаткована Конгресом Сполучених Штатів у 1992 році (Pub.L. 102-138, гл. 227) з присвоєнням імені Едмунда Маскі відповідно до закону про підтримку свободи 1992 (Pub.L. 102-511 , п. 801).
Галузі навчання за програмою Маскі: управління бізнесом, економіка, освіта, захист і використання довкілля,міжнародні відносини, журналістика та засоби масової комунікації, право, бібліотечна справа та інформатика, державне управління, охорона здоров'я і державна політика.
Програма адмініструється Міжнародною радою досліджень та обмінів (IREX). Раніше ця програма діяла під керівництвом Американської ради викладачів російської мови / Американської ради із співпраці в галузі освіти та мов (ACTRA/ACCELS).
Програму Маскі припинено з 2013 року.
Випускниками програми є, зокрема:
- Альона Бабак
- Вікторія Войціцька
- Олександр Квіташвілі
- Леся Оробець
- Андрій Пивоварський
- Руслан Фуртас